# Lothar Bolz
Lothar Bolz (Gleiwitz, Alta Silesia, Imperio alemán, actual Gliwice, Polonia, 3 de septiembre de 1903 - Berlín Este, RDA, 29 de diciembre de 1986) fue un político alemán. De 1953 a 1965 se desempeñó como ministro de Asuntos Exteriores de la República Democrática Alemana (RDA).

## Biografía
Lothar Bolz nació en Gleiwitz en la Alta Silesia, actual Gliwice, Polonia, el 3 de septiembre de 1903.
Estudió Derecho, Historia del Arte e Historia de la Literatura en las universidades de Múnich, Kiel y Breslau, hoy Breslavia. Después de sus estudios trabajó como abogado en Breslau y en 1929, se unió al Partido Comunista de Alemania (KPD). Después de que los nazis tomaran el poder en 1933, se vio obligado a dejar de ejercer la abogacía. Bolz fue a Moscú para trabajar como periodista, profesor de Alemán en la universidad y asistente en el Instituto Marx-Engels-Lenin. De 1941 a 1945 fue director de la Escuela Antifascista, donde se enseñaba a los prisioneros de guerra alemanes a convertirse en antifascistas. Durante su estancia en la Unión Soviética, se convirtió en ciudadano soviético y obtuvo así la doble nacionalidad.
En 1947, regresó a Alemania y se unió al Partido Socialista Unificado (SED), pero en 1948 fundó el Partido Nacional Democrático de Alemania (NDPD), patrocinado por los comunistas. Muchos miembros de la NDPD eran exnazis y exoficiales de la Wehrmacht, siendo precisamente la función de dicho partido atraer a antiguos simpatizantes del Partido Nazi para evitar el resurgimiento del fascismo.[cita requerida] De 1948 a 1972 fue el presidente del NDPD. En 1949 se convirtió en miembro de la Cámara del Pueblo y de 1949 a 1953 fue ministro de Reconstrucción. De 1950 a 1967, fue uno de los vice primeros ministros de la RDA.[cita requerida] En 1953, asumió como  ministro de Asuntos Exteriores. Permaneció en el cargo hasta 1965. Desde 1950 hasta su muerte fue miembro del Presidium del Frente Nacional.[cita requerida] También fungió como presidente de la Sociedad para la Amistad Germano-Soviética de 1968 a 1978.
Bolz murió el 28 de diciembre de 1986 en Berlín Oriental a la edad de ochenta y tres años.